# 昌崗駅
昌崗駅（しょうこう-えき）は、中華人民共和国広東省広州市海珠区昌崗街道昌崗路と江南大道南の交差点にある、広州地下鉄2号線と8号線の駅である。

## 利用可能な鉄道路線
広州地下鉄
■2号線
■8号線

## 駅構造
| 地下1階 | 予備フロア                  | 市政予備スペース                                                     |  |
| 地下2階 | 自由通路                    | 出口BとC1・C2を連絡（改札外）                                        |  |
|         | 共通コンコース ■2号線■8号線 | 改札口、自動券売機、サービスセンター、駅商店、駅警備室、セキュリティ |  |
| 地下3階 | 設備フロア                  | 駅設備                                                               |  |
|         | 3番線                       | 8号線 宝崗大道へ（滘心方面）                                         |  |
|         | 島式ホーム、左側の扉が開く  |                                                                      |  |
|         | 4番線                       | 8号線 暁港へ（万勝囲方面）                                           |  |
| 地下4階 | 2番線                       | 2号線 江泰路へ（広州南駅方面）                                       |  |
|         | 島式ホーム、左側の扉が開く  |                                                                      |  |
|         | 1番線                       | 2号線 江南西へ（嘉禾望崗方面）                                       |  |

## 歴史
- 2010年9月25日 - 2号線・8号線開業。

## 隣駅
広州地下鉄
■2号線
江泰路駅 208 - 昌崗駅 209 - 江南西駅 210
■8号線
宝崗大道駅 818 - 昌崗駅 819 - 暁港駅 820